# Расстройство посттравматической озлобленности
Расстройство посттравматической озлобленности (РПТО; англ. Post-traumatic embitterment disorder, PTED; нем. Posttraumatische Verbitterungsstörung) — предложенное в 2003 году немецким психиатром и психологом Михаэлем Линденом, но не подтвержденное на данный момент консенсусом научного сообщества и отсутствующее в авторитетных классификаторах болезней (МКБ, DSM) психоневрологическое расстройство. РПТО определяется Михаэлем Линденом как патологическая реакция на негативное жизненное событие, которое пострадавший переживает как тяжёлое оскорбление, унижение, предательство, несправедливость или дискриминацию; преобладающими эмоциями при РПТО являются озлобленность, гнев, ярость и ненависть, особенно по отношению к человеку, причинившему травму; это часто сопровождается фантазиями о мести; расстройство начинается немедленно, без задержки во времени, в момент инициирующего события. По мнению сторонников концепции РПТО, при отсутствии лечения прогноз  весьма неблагоприятный: люди, страдающие этим расстройством, попадают в порочный круг сильных негативных эмоций, которые постоянно усиливают друг друга и в конечном итоге приводят к саморазрушительной нисходящей спирали; люди, страдающие данным расстройством, более склонны воплощать свои фантазии о мести в жизнь, что делает их серьёзной угрозой для тех, кто вызывает у них чувство гнева..
Несмотря на то, что некоторые эмпирические исследования последних лет утверждают существование данного расстройства, на этот счет нет консенсуса в научной среде. Критики указывают на слабость эмпирических доказательств, отсутствие объективных критериев для трактовки события  как травматического, и в целом на попытку патологизации естественных переживаний человека, так как общепризнанно гнев является одной из возможных естественных реакций на стресс. В настоящее время симптомы РПТО в МКБ-10 классифицируются как «Другие реакции на сильный стресс» (F43.8).

## История

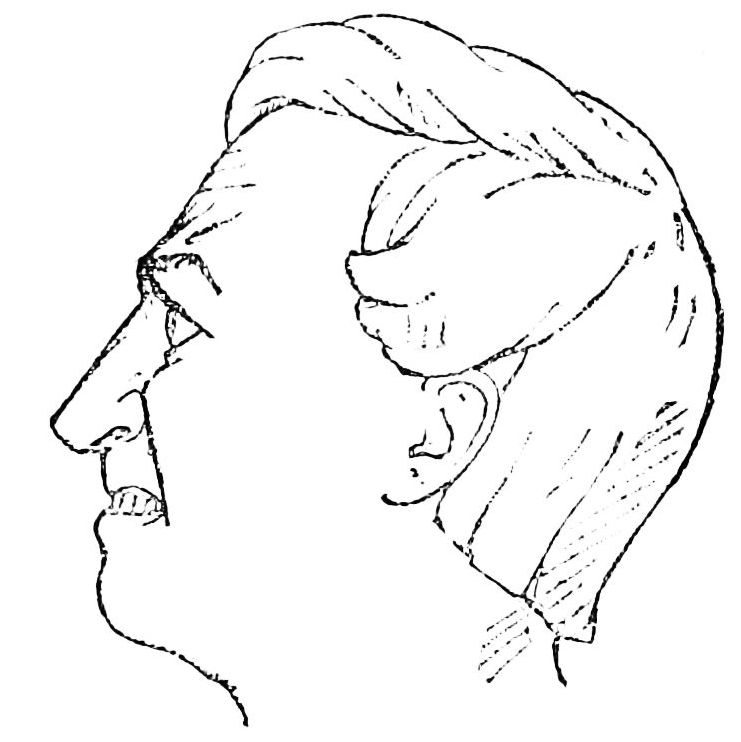
Выражение лица, соответствующее эмоции горечи

Уже Аристотель в своей книге Никомахова Этика (книга 4, около 300 года до н. э.) описал различия между гневом и озлоблением, считая при этом, что озлобление является худшим психологическим состоянием, чем гнев:

...гневливых быстро охватывает гнев, причем на кого не следует, на что не следует и сильней, чем следует. Но зато они быстро и успокаиваются, и это [в них] лучше всего. Это происходит с ними потому, что они не сдерживают гнева, а благодаря своей резкости открыто платят [за обиду] и затем успокаиваются.
Горячие (akrakholoi) излишне резки и вспыхивают гневом из-за всего, [что угодно], и по всякому поводу; отсюда их название.
Желчные (pikroi) непримиримы, и гнев у них долго [не стихает], ведь они сдерживают ярость. Успокоение наступает, когда они отплатят, ибо месть прекращает гнев, заменяя страдание удовольствием; однако если этого не происходит, им тяжко, и это оттого, что они скрытны и никто их не утешает, а между тем, чтобы самому переварить гнев, нужно время. Такие люди очень докучают и себе, и самым своим близким.
Злобными (khalepoi) мы называем тех, кто злится и на то, на что не следует, и сильней, чем следует, и дольше, а кроме того, они не идут на примирение, покуда не отметят или не накажут.

Состояние озлобленности, похожее на РПТО, было описано Эмилем Крепелином еще в 1915 году под названием «кверулянтная паранойя» как форма травматических неврозов (что явно разграничивает его от расстройств личности). Концепция РПТО как отдельного клинического расстройства была впервые описана немецким психиатром и психологом Михаэлем Линденом в 2003 году , Линден и по сей день остаётся  наиболее активным исследователем  РПТО. Линден использовал для названия расстройства немецкий термин «Posttraumatische Verbitterungsstörung»(die Verbitterung – озлобленность, горечь). Критерии выделения РПТО были обоснованы благодаря опросу 1 479 человек из 4 основных групп:
- индивиды, у кого констатирована изначальная склонность к озлобленности, в том числе беспочвенной
- те  индивиды, кто выделял множество негативных событий в жизни
- те, кто озлобился в ответ на одно, но крупное негативное событие
- те, у кого повышенная раздражительность развилась на фоне других психологических расстройств.[8]

Несмотря на то, что существование данного расстройства было подкреплено эмпирическими исследованиями последних лет,  остается спорным вопрос о том, следует ли включать озлобленность в число психологических расстройств . В настоящее время данное расстройство не имеет собственной категории в МКБ-10, а относится к категории F43.8 «Другие реакции на сильный стресс». Его нельзя отнести к расстройству адаптации в рамках F43.2, поскольку расстройства адаптации обычно проходят в течение шести месяцев, в то время как РПТО с гораздо большей вероятностью станет хроническим.
Сходное явление в корейской литературе обозначается словом "Ха-Бьён" (Hwabyeong) — это расстройство встречается у 4% населения, в основном у лиц старшего возраста с малым доходом. Симптоматика включает в себя психологические проявления (эмоциональная ожесточённость) и соматические симптомы (головокружение, сухость во рту, расстройства сна).

## Статистические данные
Предварительные данные свидетельствуют о распространенности заболевания на уровне около 2–3% среди населения в целом. Повышенные показатели распространенности наблюдаются, когда социальные потрясения затрагивают большие группы людей. Например, Линден впервые описал это состояние после воссоединения Германии.

## Причины
Озлобленность является реакцией человека в ответ на пережитую несправедливость, предательство (Травма предательства) или унижение. Она включает такие эмоции, как гнев, ярость, враждебность, разочарование, отвращение и стыд. Однако, в то время как обычно это лишь преходящие эмоции, которые со временем исчезают, то посттравматическая озлобленность описывается как гораздо более продолжительное состояние, которое нелегко преодолеть и которое может серьёзно ухудшить качество жизни страдающего данным расстройством, а также его окружения. При РПТО озлобленность возникает снова и снова при воспоминании о провоцирующем инциденте. Расстройство также может проявляется в ответ на любые формы дискриминаций.
В отличие от укора и претензии, когда есть возможность исправить ситуацию, эмоция обиды включает в себя переживание гнева к обидчику и жалости к себе в ситуации, когда ничего уже невозможно исправить. Обида тесно связана с таким понятием, как справедливость. Чувство обиды возникает вследствие рассогласования ожиданий о должном поведении обидчика с тем, как он себя вёл в действительности. То есть обида является следствием выполнения четырёх умственных операций: построение ожиданий, наблюдение действительного поведения, сравнение.
Серьезные реакции озлобления могут возникнуть, если чьи-то базовые убеждения серьезно нарушаются. В психологии основные убеждения определяются как установки, мнения и ценности, которые определяют личность. Они функционируют как когнитивная система отсчёта, которая структурирует восприятие мира, себя, других людей, а также того, что важно, а что нет, что правильно, а что неправильно, и что необходимо делать. Базовые убеждения имеют огромное индивидуальное и социальное значение и могут передаваться из поколения в поколение, тем самым формируя целые культуры. Базовые убеждения не обязательно верны с точки зрения реальности, но они кажутся человеку верными, поэтому противоречащая им информация обычно игнорируется. Это затрудняет их изменение или оспаривание.
Иногда индивид стыдится своего гнева как эмоции, недопустимой с точки зрения его моральных ценностей. Подавление гнева особенно часто имеет место в случаях, когда посттравматический гнев очень силён: индивиду кажется, что, если он даст свободу эмоциям, то его гнев проявится в пугающей и деструктивной форме или что окружающие осудят или отвергнут его. Сдерживание гнева может привести к различного рода болевым симптомам и психосоматическим заболеваниям. Кроме того, индивид начинает избегать всего, что может реактивировать в нём эмоцию гнева, и это утяжеляет вышеописанные симптомы избегания. Напротив, некоторые пациенты воспринимают гнев как эмоциональную реакцию, более приемлемую, чем страх, стыд, слёзы или признание собственной слабости и беспомощности. В таком случае они склонны становиться агрессивными в ситуациях, активирующих любую другую негативную эмоцию .

## Симптомы и диагностические критерии
- клинически значимые эмоциональные симптомы или поведенческие проблемы, начинающиеся сразу же после одного единственного негативного, стрессового жизненного события, которое со стороны кажется достаточно обыденным явлением (т. е. не является событием, которое любой человек воспринял бы как травмирующее — например, дорожно-транспортные происшествия, ограбления или войны )
- пациент ясно сознаёт,  что стало провоцирующим событием, и осознаёт, что именно оно является причиной  своего состояния
- событие-триггер воспринимается как несправедливое, унизительное или оскорбительное
- присутствуют повторяющиеся навязчивые мысли о событии
- индивид испытывает эмоциональное возбуждение при вспоминии о событии
- присутствует дисфорическое агрессивно-депрессивное настроение; настроение похоже на тяжёлое депрессивное расстройство с соматическими симптомами
- наблюдается ненарушенная регуляция аффекта при отвлечении внимания от события
- присутствует аволиция
- индивид видит себя жертвой
- индивид считает себя беспомощным и неспособным преодолеть провоцирующее событие или его причину
- индивид упрекает себя в том, что ему не удалось предотвратить провоцирующее событие или не справиться с его последствиями
- наблюдается безразличие по отношению к собственному здоровью
- присутствуют неспецифические соматические симптомы (например, бессонница, потеря аппетита, боль )
- имеет место фобическое избегание людей или мест, связанных с событием-триггером
- наблюдается усталость от жизни и мысли о самоубийстве
- появляются повторяющиеся фантазии о мести и агрессивные мысли по отношению к стрессору, иногда включающие фантазии об убийстве или убийстве-самоубийстве
- Имеет место кверулянтное упорство в борьбе за восстановление справедливости

Проблема приводит к клинически значимому ухудшению  в социальной, профессиональной или других важных сферах жизни индивида.
Озлобление может возникнуть не только против лиц, причинивших ущерб, но и против мира в целом, поскольку трвамирующее событие подрывает веру индивида в справедливый мир
.
Данное расстройство не проходит самостоятельно, а, наоборот, чаще со временем усилится, вовлекая пациента в саморазрушительную нисходящую спираль негативных эмоций, постоянно усиливающих друг друга. При отсутствии терапии индивид с большой вероятностью начнет реализовывать свою агрессию по отношению к лицам, вызывающим его гнев, что может привести его к совершению самых серьёзных преступлений .

## Диагноз

### BEI
Бернский опросник озлобления (BEI) измеряет эмоциональную озлобленность, пессимизм/безнадежность и мизантропию/агрессивность.

### Шкала PTED
Шкала PTED представляет собой опросник самооценки из 19 пунктов и может использоваться для выявления реактивной озлобленности и оценки тяжести расстройства посттравматической озлобленности. Ответы даются по пятибалльной шкале Лайкерта. Средний балл 2,5 указывает на клинически значимую степень озлобленности, хотя не может считаться официальным подтверждением диагноза. Более высокие значения являются лишь признаками критического уровня озлобленности.

### Стандартизированное диагностическое интервью
Достоверная диагностика РПТО возможна только с помощью детальной клинической оценки или стандартизированного диагностического интервью. Стандартизированное диагностическое интервью PTED  основано на выявлении основныых критериев данного расстройства. В диагностическом интервью необходимо подробно выяснить, что именно имеет в виду пациент, когда описывает свои переживания и чувства.

## Дифференциальная диагностика
- Посттравматическое стрессовое расстройство (ПТСР) :
  - в отличие от РПТО, ПТСР вызванно одним или несколькими потенциально опасными для жизни необычными событиями, вызывающими сильный страх и панику (например, дорожно-транспортные происшествия, ограбления, война)
  - Основная эмоция при ПТСР — повторяющийся или постоянный страх; при этом озлобленность не является основной эмоцией
- Большое депрессивное расстройство :
  - в отличие от РПТО нет прямой с травмирующими событиями и нет конкретного триггера
  - отсутствие ангедонии у пациентов с РПТО
  - Очень часто имеют место  ошибки в диагностике из-за нескольких схожих симптомов между РПТО и большим депрессивным расстройством (например, подавленное настроение, апатия, суицидальность, рассеянность )
- Расстройство адаптации :
  - обычно проходит в течение шести месяцев после инициирующего события
  - может быть вызвано рядом событий, которые не обязательно являются оскорблениями, предательством, унижением или несправедливостью
- Фобия :
  - При фобиях избегающее поведение вызванно страхом, а не озлобленностью
- Расстройства личности :
  - Развитие расстройства на протяжении всей жизни, нет непосредственной связи с отдельным трамирующим событием
  - РПТО полностью обратимо с помощью терапии, в то время как симптомы личностных расстройств лишь смягчаются в процессе терапии.
  - РПТО возникает чаще, если у индивида уже присутствует рассройство личности [10]
- Иногда РПТО имеет сходные симптомы с таким расстройствами, как паранойя, бред, шизотипическое расстройство, шизофрения, кверулянтный бред, моральный ущерб.

## Психотерапия
Лечение посттравматического озблобления осложняется типичной для этого расстройства агрессивно-оборонительно-отказной позицией пациента, которая, в числе прочего, направлена против терапевтических советов. Одним из подходов к лечению является так называемая "терапия мудрости", разработанная Линденом - это форма когнитивно-поведенческой терапии, которая направлена на то, чтобы дать пациенту возможность дистанцироваться от критического жизненного события и выстроить новые жизненные перспективы. Линден связывает разработку своей "терапии мудрости" (Weisheitstherapie), с логотерапией Виктора Франкла. Линден считает, что в ходе терапии воспоминания о травме должны быть интегрированы в общую семантическую память пострадавшего (воспоминания об эмоциональных потрясениях хранятся в семантической памяти как нейтральная информация), что снижает когнитивную и эмоциональную нагрузку на гиппокамп. Благодаря такой терапии индивид может хранить память о событии, не испытывая эмоционального дискомфорта
В данном типе терапии используются  когнитивные стратегии изменения отношения и решения проблем, такие как:
- методы поведенческой терапии, например, поведенческий анализ и когнитивная репетиция
- анализ автоматических мыслей и схем
- рефрейминг или когнитивная реатрибуция
- процедуры воздействия
- увеличение активности
- восстановление социальных контактов
- побуждение к самоэффективности

Специальный модуль лечения направлен на развитие компетенций мудрости, что означает развитие следующих способностей: 
- изменение перспектив
- сочувствие
- восприятие и принятие эмоций
- эмоциональное равновесие и чувство юмора
- контекстуализм
- долгосрочная ориентация
- релятивизм ценностей
- терпимость к неопределенности
- самодистанцирование и саморелятивизация.

Также используется метод «неразрешимых проблем». В этой процедуре представляются вымышленные серьезные и неразрешимые конфликтные ситуации, которые позволяют пациентам тренировать способности к мудрости и переносить их в свою собственную ситуацию (так называемый «перенос обучения»).
В некторых случаях может быть полезным применение терапии на основе гуманистической психологии. Она может помочь индивиду простить обидчика и отказаться от разрушающеего личность озлобления.

## Критика
Проблема реакций озлобленности, а также посттравматического расстройства озлобленности все больше привлекает международное внимание. Тем не менее, необходимы дальнейшие исследования для дифференциации PTED от других психических расстройств. В 2014 году научный журналист Йорг Блех упомянул об этом расстройстве в своей книге Die Psychofalle - Wie die Seelenindustrie uns zu Patienten macht («Психологическая ловушка: как индустрия психического здоровья делает нас пациентами»). В книге обсуждается вопрос о том, может ли введение такого диагноза, как РПТО, превратить повседневные проблемы в психологическое расстройство. С точки зрения Блеха, создание подобных новых диагнозов приводит к тому, что индивидуально и/или социально неблагополучные условия жизни и переживание жизненных кризисов (например, безработица, горе или разочарования) патологизируются и передаются в область психиатрии — что в которое в конечном итоге приносит пользу только фармацевтической и медицинской промышленности, но не самим людям, которые попали в подобные ситуации. По мнению автора, дальнейшим следствием этой тенденции будет то, что граница между «здоровым» и «больным» будет все больше смещаться в ущерб человеку, нуждающемуся в помощи, в том числе и в статистике .

## Интересные факты
Линден считает примером посттравматического расстройства озлобленности историю купца Ганса Кольхазе из Кёльна, который в своем стремлении к справедливости вызвал восстание по всей Саксонии и Бранденбургу в 1530-х годах. Поводом послужило то, что в 1532 году по приказу юнкера Гюнтера фон Зашвица лошади Кольхазе были незаконно конфискованы. После того, как Кольхазе потерпел поражение в суде против Зашвица, он объявил ему вражду в 1534 году. Жена Кольхазе обратилась с жалобой к правителю, но была забита насмерть. В последующие годы поведение Кольхазе переросло во все более иррациональные и самоубийственные акты мести, включая похищения и грабежи, были  преданы огню города Виттенберг и Лейпциг. Девизом Кольхазе стало: "Пусть восстановится справедливость, даже если рухнут небеса". Наконец, он захватил корабли, перевозящие серебро и принадлежавшие правителю: серебро он утопил в реке, поскольку его целью было не обогащение, а месть. Кольхазе был казнён в 1540 году; он до конца настаивал на законности своих требований. Его борьба за справедливость приняла такой грандиозный масштаб, что в настоящее время район Кольхазенбрюк в Берлине назван в его честь.